# Euphronia hirtelloides
Euphronia hirtelloides är en tvåhjärtbladig växtart som beskrevs av Carl Friedrich Philipp von Martius. Euphronia hirtelloides ingår i släktet Euphronia och familjen Euphroniaceae. Inga underarter finns listade i Catalogue of Life.